# Megachile quartinae
Megachile quartinae là một loài Hymenoptera trong họ Megachilidae. Loài này được Gribodo mô tả khoa học năm 1884.